# Ultima Tower
El Ultima Tower es un rascacielos propuesto para su construcción en Estados Unidos y que alcanzaría una altura estimada de 3.218 metros.

## Estadística
La torre propuesta tendría un diámetro en su base de 1.828,8 metros, y comprendería 140.000.000 m² de espacio de piso del interior. Tsui propuso que la torre podría alojar a un millón de personas, y costaría aproximadamente 150 mil millones de dólares. La torre utilizaría la diferencia de presión atmosférica entre el inferior y la parte superior de la torre para crear electricidad a lo largo del edificio. El edificio está diseñado para poder gestionar problemas de sobrepoblación y para crear un "mini-ecosistema" para sus habitantes.